# Afrobeat
Afrobeat je kombinacija Yoruba glazbe, jazza i funka zajedno s afričkim stilom sviranja udaraljki i pjevanja. Popularizirao se u Africi kasnih 1960-ih. 

Najpoznatiji afrobeat umjetnik je Fela Kuti, koji je i skovao termin afrobeat, definirao glazbene odrednice i oblikovao politički kontekst afrobeata. Počeo je s afrobeatom u Lagosu 1968. Jedan od glavnih utjecaja na afrobeat bio je highlife, stil afričkog pop jazza kojeg je Kuti ranije svirao.

## Karakteristike
Karakteristike afrobeata su:
- Veliki bendovi: Velika skupina glazbenika svira različite instumente
- Energija: Energično, brzo i uzbudljivo sviranje udaraljki
- Ponavljanje: Jednaki glazbeni pokreti ponavljaju se više puta
- Improvizacija: Nastup bez zadane glazbe
- Kombinacija žanrova: Miješanje raznih glazbenih utjecaja

## Povijest
Afrobeat je nastao u južnom dijelu Nigerije, potaknut free jazz pokretom. Fela Kuti je počeo eksperimentirati s raznim žanrovima poput highlife jazza i druge suvremene glazbe tog vremena, kao i s domaćim afričkim ritmovima, čije elemente je kombinirao i modernizirao. 

## Poruka
Politička poruka je osnova afrobeata, jer sam tvorac Fela Kuti je bio zabrinut društvenim stanjem u africi kao i socijalnim promjenama. Poruka afrobeata se može smatrati kontroverznom i povezuje se s političkom nepravdom i vojnom korumpiranosti nakon prelaska s kolonijalnog na samostalni režim.

## Vanjske poveznice
- BBCev dokumentarac o afrobeatu
- The AfroFunk Music Forum Dnevne novosti, glazbene recenzije i komentari o afrobeatu i povezanoj glazbi.
- Site For Afrobeat Music  Arhivirana inačica izvorne stranice od 15. prosinca 2019. (Wayback Machine) Listen And Save Some Afrobeat Songs.